# Vescelia moorei
Vescelia moorei är en insektsart som först beskrevs av Lucien Chopard 1940.  Vescelia moorei ingår i släktet Vescelia och familjen syrsor. Inga underarter finns listade i Catalogue of Life.